# بيير بلانشارد
بيير بلانشارد (بالفرنسية: Pierre Blanchard)‏ هو متسابق يخت فرنسي، ولد في 14 يناير 1945.

## وصلات خارجية
- بيير بلانشارد على موقع أوليمبيديا (الإنجليزية)